# Cratere Corinna
Corinna  è un cratere sulla superficie di Venere. Deve il suo nome a Corinna (in greco antico: Κόριννα?), poetessa greca del V secolo a.C..